# Elbert (Teksas)
Elbert – jednostka osadnicza w Stanach Zjednoczonych, w stanie Teksas, siedziba administracyjna hrabstwa Throckmorton.